# Masvingo
Masvingo (Fort Victoria) er en by i den sydøstlige del af Zimbabwe, med et indbyggertal (pr. 2002) på cirka 58.000. Byen er hovedstad i en provins af samme navn, og ligger tæt ved nationalmonumentet Great Zimbabwe.